# Heli Rantanen
Heli Rantanen   (Lammi, 26 de febrer de 1970) és una atleta finlandesa, especialista en el llançament de javelina, que va competir durant la dècada de 1990.
El 1992 va prendre part en els Jocs Olímpics d'Estiu de Barcelona, on fou sisena en la competició del llançament de javelina del programa d'atletisme. Quatre anys més tard, als Jocs d'Atlanta, va guanyar la medalla d'or en la mateixa prova, sent la primera atleta nòrdica en guanyar una medalla d'or en uns Jocs Olímpics.
Durant la seva carrera esportiva també va prendre part en quatre edicions del Campionat del món d'atletisme i dues del Campionat d'Europa. Destaca la quarta posició que aconseguí al Campionat del món de 1995.
Diverses lesions van afectar els últims anys de la seva carrera esportiva. També va patir una depressió un cop retirada, el 2001, de la qual es va poder recuperar.

## Millors marques
- Llançament de javelina. 67,94 metres (1996)[7]